# 2019年诺贝尔和平奖
2019年诺贝尔和平奖授予了埃塞俄比亚总理阿比·艾哈迈德·阿里 （Abiy Ahmed Ali），以表彰他为实现和平与国际合作所做出的努力，特别是他为解决与邻国厄立特里亚的边界冲突所采取的果断举措。 挪威诺贝尔委员会于2019年10月11日宣布了这一颁奖决定。

## 候选人
16岁的瑞典气候活动家格蕾塔·通贝里（Greta Thunberg）被认为是最受欢迎的候选人。 其他候选人还包括争取在厄立特里亚-埃塞俄比亚战争中缔结和平条约的埃塞俄比亚总理阿比·艾哈迈德（Abiy Ahmed），巴西环保主义者郝倪·麦修戴尔（Raoni Metuktire），以及倡导信息自由和新闻自由的无国界记者组织。 

## 诺贝尔委员会
挪威诺贝尔委员会负责审查从2018年9月到2019年2月1日的提名并最终选择获奖者， 2019年在任的挪威诺贝尔委员会成员为： 
- 贝里特·赖斯·安德森 (Berit Reiss-Andersen)（委员会主席，1954年出生），是一名辩护律师（大状师），并为挪威律师协会主席，曾任司法和警察部长国务秘书（代表工党）。自2012年起担任挪威诺贝尔委员会委员，并于2018年至2023年期间连任。
- 亨里克·塞瑟 （Henrik Syse）（委员会副主席，1966年出生），担任奥斯陆和平研究所研究教授。自2015年起担任挪威诺贝尔委员会委员，任期2015-2020年
- 索比昂·贾格兰（ ThorbjørnJagland） （生于1950年），曾任挪威议会议员，议会主席，前工党首相，现任欧洲委员会秘书长。 自2009年至2015年，担任挪威诺贝尔委员会主席，现为普通会员。自2009年以来担任委员会成员，并于2015-2020年期间连任。
- 安妮·恩格（ Anne Enger ）（生于1949年），曾任挪威中间党领导人和文化部长。担任委员会成员的任期为2018–2020年
- 阿什勒·脱耶（Asle Toje）（生于1974年），外交政策学者。担任委员会成员的任期为2018-2023年。